# Mandan (popolo)
I Mandan sono una tribù di nativi americani localizzati nel Dakota del Nord e nel Dakota del Sud. Circa la metà dei Mandan risiede ancora nella riserva a loro assegnata, mentre la restante parte è diffusa negli Stati Uniti d'America e in Canada. 

## Storia
Storicamente i Mandan vivevano nei pressi del fiume Missouri e dei suoi affluenti Hearth e Knife, zona che coincide con i moderni territori di Dakota del Nord e Sud. I Mandan, a cui è associata una lingua siouan, hanno sviluppato una cultura sedentaria legata all'agricoltura. Ciò li ha condotti a creare villaggi permanenti, costituiti da grandi abitazioni di forma circolare con diametro attorno ai 12 metri, disposte intorno a un piazzale centrale. Nonostante i bisonti costituissero la chiave della vita dei Mandan, essi si dedicavano anche all'allevamento ed erano in buoni rapporti con le altre tribù delle Grandi Pianure.

## Popolazione
La popolazione Mandan, intorno al XVIII secolo contava circa 3600 individui. Nel 1836 i Mandan purosangue si aggiravano intorno ai 1600 ma nel 1838 il numero è drasticamente sceso a 125 individui. Nel 1990, 6000 persone erano iscritte al Three Affiliate Tribes. In un censimento del 2010 è stato rilevato che 1171 individui derivano dal popolo Mandan. Di essi 365 risultano essere dei Mandan purosangue mentre la restante parte è composta da persone con parziali discendenze da questo popolo.